# 格鲍
格鲍（学名：Haliotis clathrata）是鲍螺科鲍螺属的一個海螺物种。
本物種還有另一個形式，就是：Haliotis clathrata f. tomricei (Patamakanthin, 2002)。

## 形態描述
本物種殼長10 mm 到 60 mm。

## 分佈
這個海洋物種原生於從印度洋到中太平洋的海域，西起红海、阿尔达布拉环礁、查戈斯群岛、葛摩、肯尼亚、马达加斯加、毛里求斯、塞舌尔，還有澳大利亞的新南威爾士州、昆士蘭州、北領地及西澳大利亚州。在亞洲目前只見於海南島及西沙群島海域。
常栖息在潮下带。

## 外部連結
- 維基物種上的相關：格鲍
- Hardy, Eddie. . Hardy's Internet Guide to Marine Gastropods.   [16 January 2019]. （原始内容存档于2020-06-28） （英语）.